# Körforgalomkutya

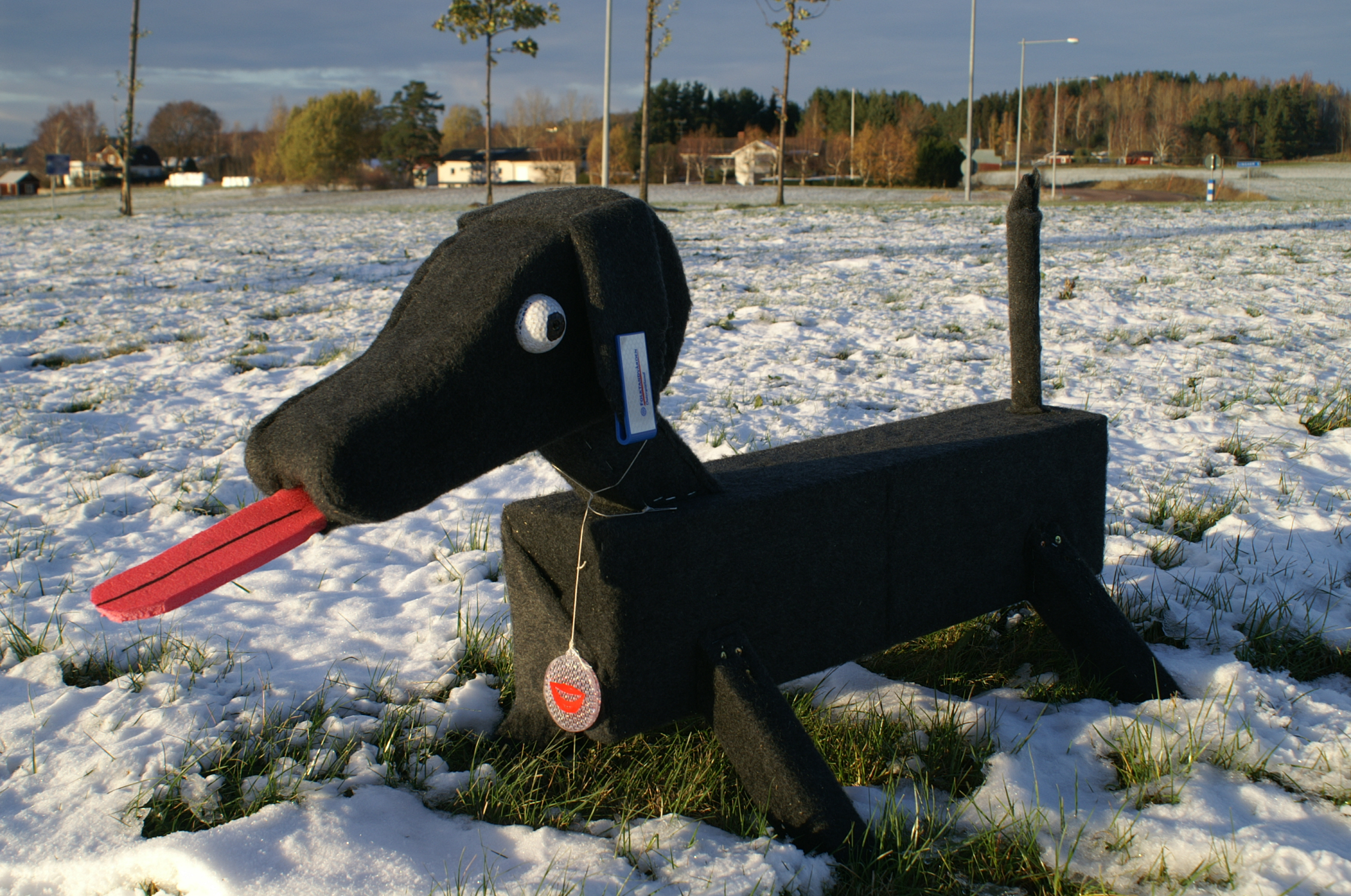
Körforgalom-kutya Vårdsberg-ben, 2006. november 1.

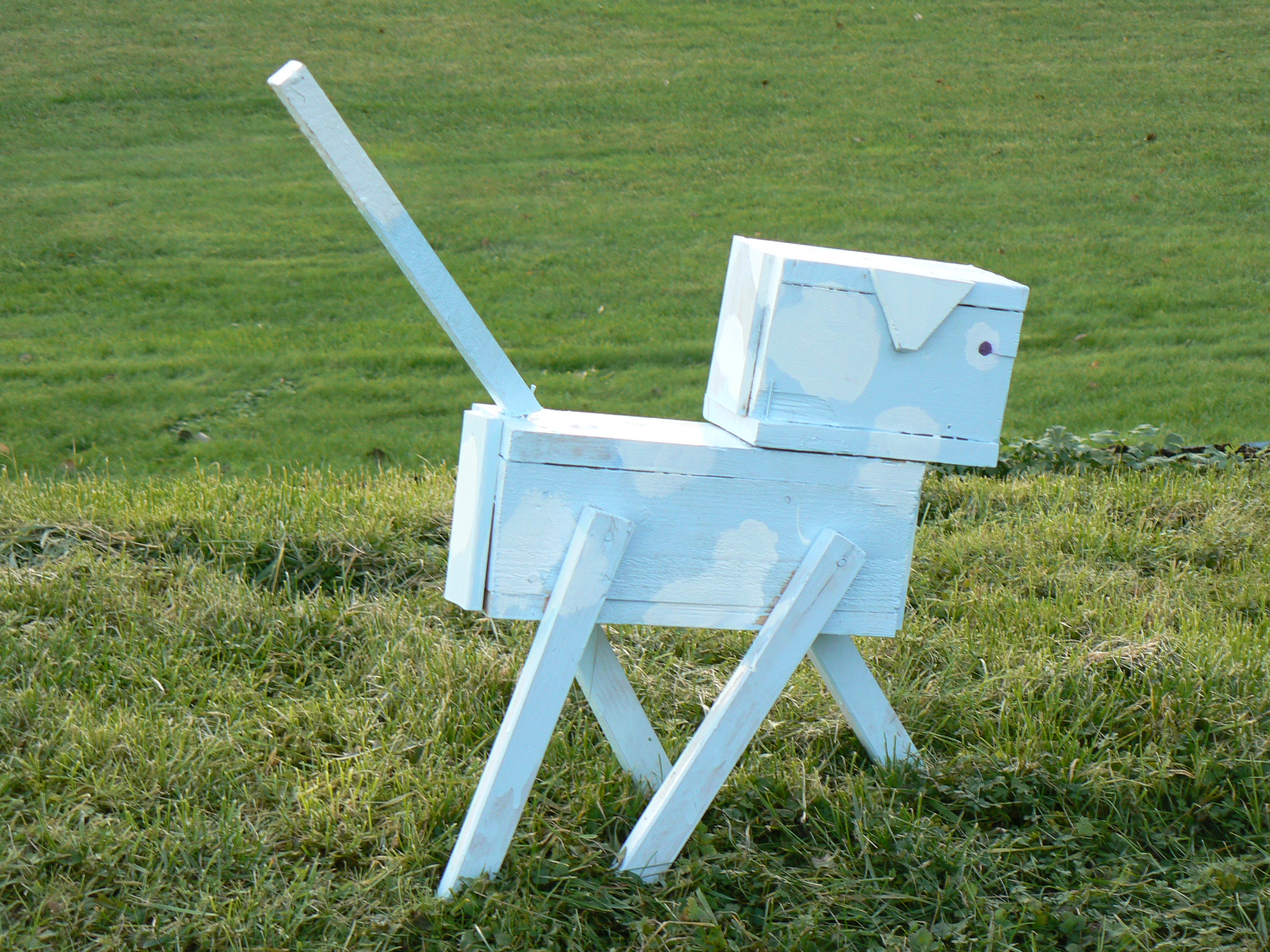
Kutya Linköpingben, 2006. november 9.

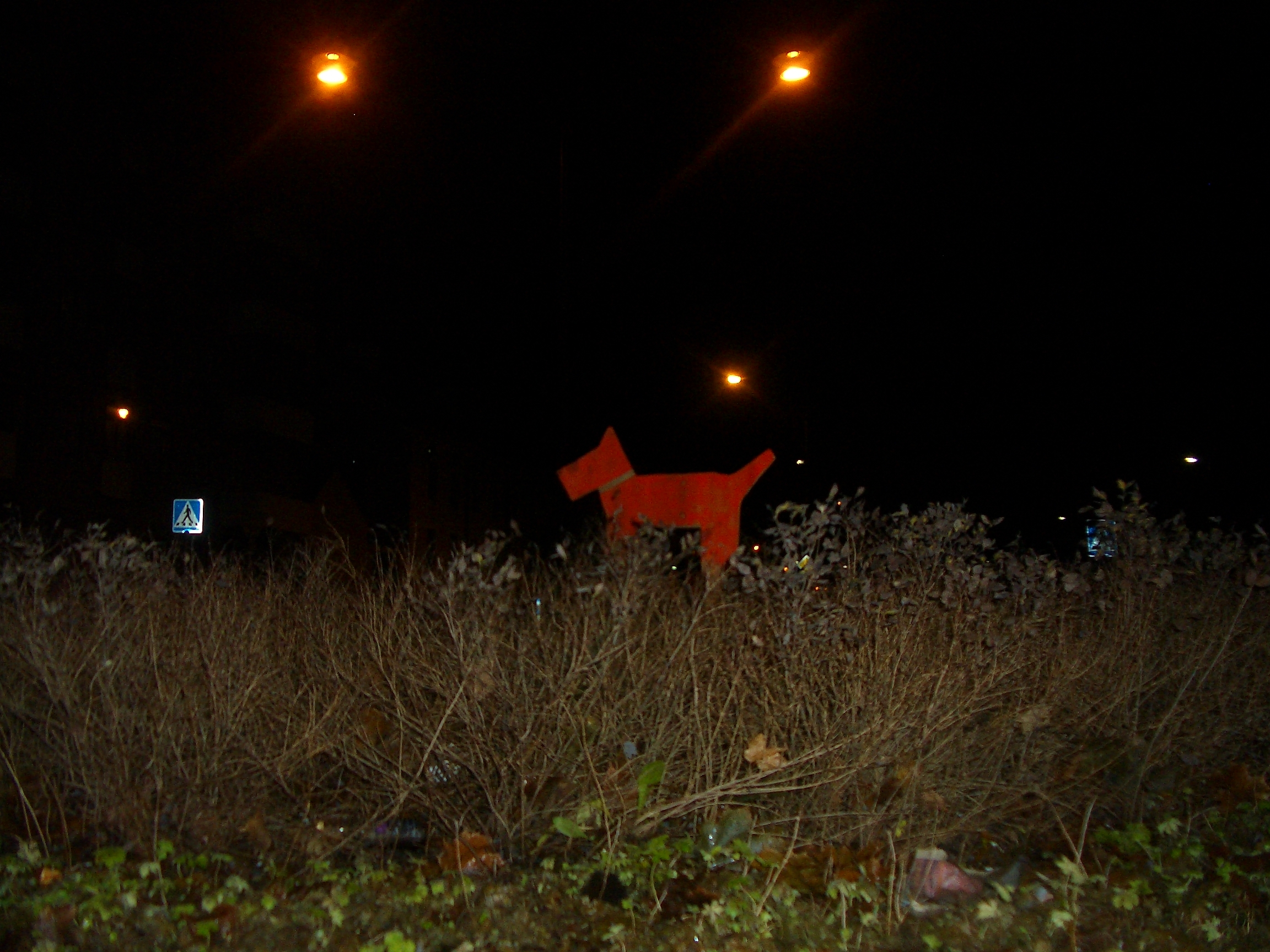
Kutya Uppsalában 2006. november 18.

A körforgalomkutya az utcai művészet egyik formája, amely 2006 második felében született meg Svédországban. A lényege különféle anyagból házilag készített kutyaszobrok elhelyezése a körforgalmak közepére. 2006-ban és 2007-ben kisebb mozgalommá nőtte ki magát az akció, Svédország minden részén számos kutyát helyzetek el, sőt Barcelonába, Londonba és Maputóba (Mozambik) is jutott belőlük svéd turistáknak köszönhetően.
Amikor 2007 augusztusában Lars Vilks olyan karikatúrát közölt a Nerikes Allehanda című újságban, melyen Mohamedet körforgalom-kutyaként ábrázolta, heves tiltakozások törtek ki több muszlim országban, elsősorban Pakisztánban.